# لیو گوانگهونگ
لیو گوانگهونگ (انگلیسی: Lu Guanghong؛ زادهٔ ۱ اوت ۱۹۶۷) بازیکن زن هندبال اهل چین بود. وی در بازی‌های المپیک تابستانی ۱۹۸۸ شرکت کرده‌است.